# Geschiedenis van de Toverkunst
Geschiedenis van de Toverkunst (Engels: History of Magic) is een schoolvak uit de Harry-Potterboeken van J.K. Rowling.
Bij dit vak leren de toverleerlingen over de geschiedenis van de toverkunst. Het wordt algemeen gezien als een heel saai vak, waarbij vrijwel niemand goed oplet. Er worden onophoudelijk historische feiten genoemd. Het is het enige vak op Zweinsteins Hogeschool voor Hekserij en Hocus-Pocus dat wordt gegeven door een spook, professor Kist. Aan het begin van de les komt hij door het bord naar binnenzweven. Het gerucht gaat dat hij er nooit is achter gekomen dat hij dood is gegaan en dat hij, als stokoude en verschrompelde man, op een avond in slaap gevallen is voor het haardvuur in de docentenkamer van Zweinstein en de volgende ochtend gewoon zijn lichaam had achtergelaten toen hij was opgestaan en door het schoolbord was komen zweven om gewoon les te geven.